# صعود سلاحف النينجا المراهقون المتحولون
صعود سلاحف النينجا المراهقون المتحولون (بالإنجليزية: Rise of the Teenage Mutant Ninja Turtles) هو مسلسل 2D أمريكي يدور حول فريق سلاحف النينجا المراهقون المتحولون. شارك في المسلسل عمر بينسون ميلر، بين شوارتز، براندون سميث، جوش برينر وكاترينا غراهام. صدر الموسم الأول على قناة نيكلوديون في 20 يوليو 2018.

## القصة
تتحدث القصة عن أربعة سلاحف نينجا مراهقين متحولين " ليوناردو " " رافائيل " " دوناتيلو " و " مايكل أنجلو " يعيشون في مدينة نيويورك، تم تدريبهم من قبل متحول يدعى سبلينتر بهيئة جرذ و هذا بعد أن كان بطل حركة يدعى " لوجيتسو"، في إحدى جولاتهم الليلية وجدو عن طريق الصدفة أسلحة سحرية، بعد ذلك الْتَقَوا بالشرير " بارون دراكسوم " الذي يقوم بتحويل الناس إلى متحولين، وهكذا تبدأ قصة سلاحف النينجا في إنقاذ المدينة. 
- في هذه النسخة من سلاحف النينجا " رافائيل (الأحمر) " هو قائد الفريق على عكس جميع برامج سلاحف النينجا السابقة، أيضا فهو يهتم لإخوته كثيرا و دائما يحاول أن يكون قائدا أفضل، كما أنه يستخدم عصا سحرية تعطيه القدرة على تشكيل وهم يشبهه بلون أحمر شبه شفاف.
- " ليوناردو (الأزرق) " لديه سيف نينجا ذو مقبض أزرق، يستطيع من خلاله صنع بوابات يتنقل بها من مكان إلى آخر، يحب ليو إطلاق النكات أثناء القتال، يبحث دائما عن كل شيء رائع، يحترم إخوته، وغالبا ما تجده كثيرا في مقدمة المعارك.
- " دوناتيلو (الأرجواني) " هو أذكى سلاحف النينجا، فبينما أخذ إخوته الأسلحة السحرية، هو لم يرد أن يعتمد إلا على اختراعاته، كثيرا ما يضع الخطط في المواقف المعقدة، ولديه خبرة تكنولوجية، حول عصاه القتالية إلى سلاح متطور.
- " مايكل أنجلو (البرتقالي) " هو أصغر السلاحف، لديه دائما نظرة إيجابية، يحب تناول البيتزا أكثر من أشقائه، لديه مرونة عالية و لديه زوج من الننشاكو التي يمكنها الاشتعال والانطلاق بسرعة.

## روابط خارجية
صعود سلاحف النينجا المراهقون المتحولون على موقع IMDb (الإنجليزية)
- صعود سلاحف النينجا المراهقون المتحولون على موقع روتن توميتوز (الإنجليزية)
- صعود سلاحف النينجا المراهقون المتحولون على موقع روتن توميتوز (الإنجليزية)
- صعود سلاحف النينجا المراهقون المتحولون على موقع كينوبويسك (الروسية)
- صعود سلاحف النينجا المراهقون المتحولون على موقع ألو سيني (الفرنسية)
- صعود سلاحف النينجا المراهقون المتحولون على موقع قاعدة بيانات الفيلم (الإنجليزية)